# Saprosites abyssinicus
Saprosites abyssinicus är en skalbaggsart som beskrevs av Bordat 1990. Saprosites abyssinicus ingår i släktet Saprosites och familjen Aphodiidae. Inga underarter finns listade i Catalogue of Life.